# Nadia De Negri
Nadia De Negri (ur. 6 kwietnia 1972 w Vittorio Veneto) – włoska kolarka górska, srebrna medalistka mistrzostw świata i Europy.

## Kariera
Pierwszy sukces w karierze Nadia De Negri osiągnęła w 1996 roku, kiedy zdobyła srebrny medal w cross-country podczas mistrzostw Europy w kolarstwie górskim w Bassano del Grappa. Na rozgrywanych rok później mistrzostwach świata w Château d'Oex w tej samej konkurencji także zajęła drugie miejsce. Wyprzedziła ją tylko rodaczka Paola Pezzo, a na trzeciej pozycji uplasowała się Hiszpanka Margarita Fullana. De Negri nigdy nie wystąpiła na igrzyskach olimpijskich.